# Tervanen (sjö i S:t Michel, Södra Savolax)
Tervanen är en sjö i kommunen S:t Michel i landskapet Södra Savolax i Finland. Arean är 42 hektar och strandlinjen är 4,07 kilometer lång. Sjön  ingår i Vuoksens huvudavrinningsområde.   Den ligger nära S:t Michel och omkring 220 kilometer nordöst om Helsingfors. 